# Notívagos
A Notívagos (abreviação NTVGS) é uma banda brasileira multi-instrumental de Curitiba, formada em 2013 e conhecida por explorar diferentes ritmos, como reggae, rock, hip hop, ska, samba e outros ritmos étnicos brasileiros. É listada como uma das top bandas do Paraná no Last.fm.

## História
A banda Notívagos foi criada em 2013.
Em 2019, a banda participou do 1º Festival de Bolso de Curitiba. Além disso, de um show conjunto com Dani Zen, no Teatro Paiol. Nesta apresentação, foram contemplados pelo Edital Paiol Musical, Programa de Apoio e Incentivo à Cultura da Prefeitura de Curitiba.
Em 2020, a Notívagos gravou uma sessão audiovisual no Fuzz Studio. Já em 2021, gravou o clipe Vitória, junto a Victor Xamã e O Lulo no Teatro Guaíra.
Em 2022, a Notívagos se apresentou no Estúdio Show Livre. Também no 30º Festival de Curitiba.

#### Composição
A banda é formada por vários instrumentistas e vocalistas. São eles: Guilherme de Souza, Glauco Luis Estorillio (Caco), Pedro Rocky, Daniel Cavalcanti, João Piva, Máximo Salomão, Eduardo Rozeira, Kadu Hidalgo.

#### Influências
A identidade da banda parte de influências como Nação Zumbi, Planet Hemp, Nômade Orquestra e BNegão.

## Discografia
- Essa guerra vai ter fim (2016).[14][3]

- Sons da Cidade (2018).[15]
- Águas vão correr (2021).
- Notívagos no Estúdio Show Livre (2022).[16]